# Anaphyllopsis americana
Anaphyllopsis americana är en kallaväxtart som först beskrevs av Adolf Engler, och fick sitt nu gällande namn av Alistair Hay. Anaphyllopsis americana ingår i släktet Anaphyllopsis och familjen kallaväxter. Inga underarter finns listade.